# Hanekinds härad
Hanekinds härad var ett härad i Östergötland. Häradet omfattade delar av nuvarande Linköpings kommun, vilken är en del av Östergötlands län. Arealen mätte 272 km² varav land 257 och befolkningen uppgick 1920 till 7 431 invånare. Tingsställe var från slutet av 1500-talet Slaka som användes till 1737. Därefter var den på olika ställen innan den 1748 åter flyttades till Slaka. 1855 flyttades tingsplatsen till Linköping.

## Geografi
Hanekinds härad omfattade ett område närmast söder om nedersta Svartån, Roxen samt Linköping.
Häradsområdet genomflytes från sjön Stora Rengen i söder av Stångån, som passerar sjön Ärlången och tillsammans med Kinda kanal bildar farled genom Hanekinds häradsområde.
Häradets område ligger i huvudsak på Östgötaslätten, vilken i södra Hanekind alltmer upplöses av skogiga bergkullar.

### Socknar
Hanekinds härad omfattade följande socknar: 
- Kaga socken
- Kärna socken
- Landeryds socken (före 1887 även delar i Bankekinds härad)
- Skeda socken
- Slaka socken (före 1890 även delar i Valkebo härad)
- Vists socken
- Sankt Lars socken (före 1898 även delar i Åkerbo härad och Bankekinds härad),  uppgick 1911 i Linköpings stad

## Län, fögderier, tingslag, domsagor och tingsrätter
Socknarna ingick i Östergötlands län. Församlingarna tillhör(de) Linköpings stift.
Häradets socknar hörde till följande fögderier:
- 1720-1917 Åkerbo, Bankekinds och Hanekinds fögderi
- 1918-1990 Linköpings fögderi

Häradets socknar tillhörde följande tingslag, domsagor och tingsrätter:
- 1680-1888 Hanekinds tingslag i Åkerbo, Bankekinds, Hanekinds, Memmings (till 1853) och Skärkinds (till 1853) häraders domsaga (delad mellan 1781 och 1805 där Bankekind och Hanekinds härader bildade den ena)
- 1889-1923 Åkerbo, Bankekinds och Hanekinds tingslag i Åkerbo, Bankekinds och Hanekinds domsaga
- 1924-1970 Linköpings domsagas tingslag i Linköpings domsaga

- 1971- Linköpings tingsrätt och domsaga

## Häradshövdingar
| Ämbetstid | Namn                                    | Levandstid |
| --------- | --------------------------------------- | ---------- |
| 1390      | Harald Bagge                            |            |
| 1395–1421 | Jon Staffansson (fisk)                  |            |
| 1421–1457 | Anders Andersson (tre rutor av Slestad) |            |
| 1466–1495 | Birger Jönsson (sparre över blad)       |            |
| 1506–1512 | Johan Ulf                               |            |
| 1529–1532 | Lars Tidemansson                        |            |
| 1532–     | Holger Karlsson (Gera)                  | –1541      |
| 1536–1553 | Lars Tidemansson                        |            |
| 1559–     | Olof Nilsson (Plåt)                     |            |
| 1568      | Christer Larsson (Hjortö-släkten)       |            |
| 1573–1578 | Erik Knutsson                           |            |
| 1582–1586 | Axel Månsson (Silfversparre)            |            |
| 1587–1598 | Göran Nilsson Posse                     |            |
| 1602–1603 | Henrik Frankelin                        | –1610      |
| 1611–1618 | Holger von Scheiding                    | 1583–1631  |
| 1618–1620 | Erik Slatte                             |            |
| 1627      | Johan Appelgren                         | 1597–1660  |
| 1628      | Anders Grip                             |            |
| 1642–1653 | Arvid Lilliesparre                      |            |
| 1653–1672 | Johan Zachrisson Ulf                    | –1672      |
| 1672–168  | Johan Hadorph                           | 1630–1693  |
| 1680-1681 | Johan Gripenwaldt                       |            |
| 1681-1682 | Germund Palmstedt                       |            |
| 1682-1684 | Mauritz Ludvig Holst                    | 1636–1700  |
| 1684-1699 | Germund Palmstedt                       |            |
| 1699-1718 | Johan Lundius                           |            |
| 1718-1719 | Axel Palmfelt                           | 1691–1748  |
| 1719-1733 | Johan Haumbler                          | 1673–1735  |
| 1733-1736 | Georg Monthan                           |            |
| 1736-1747 | Jonas Bergenstråhle                     |            |
| 1747-1781 | Lars Låstbom                            | 1718–1799  |
| 1781-1803 | Christian Brandt                        | 1749–1803  |
| 1805-1852 | Gustaf von Röök                         | 1773–1852  |
| 1853-1869 | Claes Peter Bursie                      |            |
| 1869-1888 | Clas Gustaf Nikanor Livijn              |            |